# Kalanchoe bentii
Kalanchoe bentii és una espècie de planta suculenta del gènere Kalanchoe, de la família de les Crassulaceae.

## Descripció
És un subarbusts perenne d'1 a 1,5 m d'alçada.
Les tiges són simples, teretes, erectes, gruixudes, de 2 a 4 cm de diàmetre a la base, llises, glabres, de color verd oliva apagat.
Les fulles són sèssils, glabres, gruixudament carnoses, en forma de daga, més o menys cilíndriques, de 7 a 40 cm de llarg i de 0,5 a 2,5 cm d'ample, glauques, de color verd oliva, estenent-se i recurvades, de secció transversal a més o menys triangular, acanalada a l'anvers, arrodonida al revers, reduïda a la punta aguda, contreta gradualment des del centre fins a la base semi-amplexicaule, amb marges sencers.
Les inflorescències en forma de corimbe amb panícules de moltes flors de fins a 20 cm, pedicels de 5 a 18 mm.
Les flors són erectes, glabres o glandulars-papil·loses, tub de calze de 0,7 a 1 mm, sèpals lanceolats a ovats-lanceolats, aguts, de 5 a 17 mm de llarg i de 1,5 a 3,5 mm d'ample, carnosos, de color verd oliva, estenent-se; corol·la de color blanc pur a blanquinós i de tonalitat rosada, tub cilíndric a més o menys 4 angles, inflat cap a la base, de 2 a 4 cm; pètals ovats, mucronats aguts, de 10 a 16 mm de llarg i de 2 a 6 mm d'ample, estenent-se i recurvats; estams inserits a prop de la gola del tub de la corol·la, estams superiors lleugerament sobresortints.

## Distribució
Planta endèmica de la península Aràbiga i Somàlia.

## Taxonomia
Kalanchoe bentii va ser descrita per Charles Henry Wright i publicada al Botanical Magazine 57: t. 7765. 1901.

### Etimologia
Kalanchoe: nom genèric que deriva de la paraula cantonesa "Kalan Chauhuy", 伽藍菜 que significa 'allò que cau i creix'.
bentii: epítet atorgat en honor de l'explorador britànic James Theodore Bent, que va descobrir aquesta planta.